# 칼루가현

칼루가현의 문장

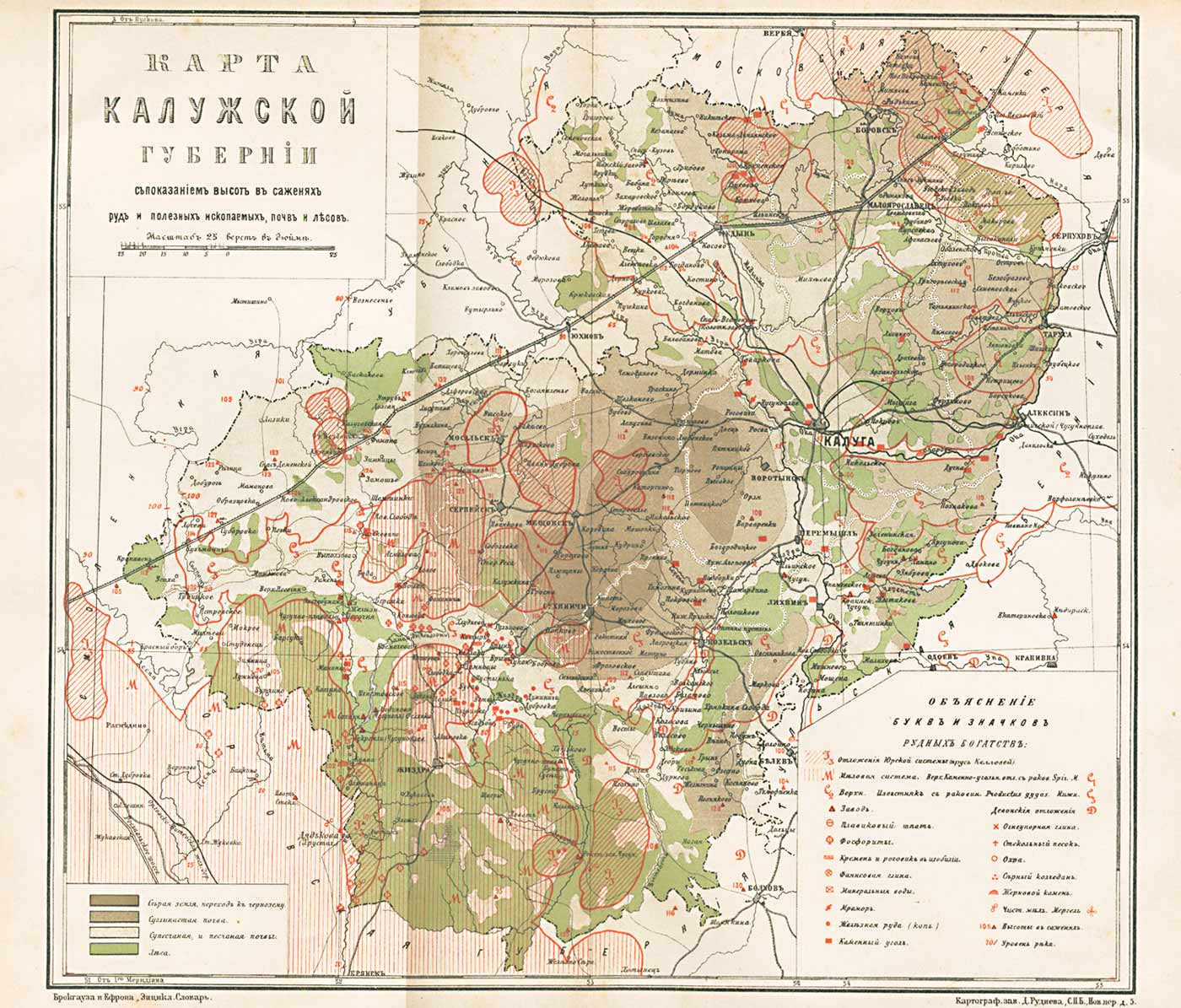
칼루가현의 지도

칼루가현(러시아어: Калужская губерния)은 1796년부터 1929년까지 존재했던 러시아 제국의 현으로 현도는 칼루가이며 면적은 30,929km2, 인구는 1,132,843명(1897년 당시 기준)이다. 현재의 러시아 칼루가주에 걸쳐 있었다.